# Résistance lactique
Pour les articles homonymes, voir résistance.
La résistance anaérobie lactique ou plus précisément capacité anaérobie lactique est la capacité des muscles à fonctionner le plus longtemps possible sans oxygène.
Selon les sources et les sports, cette caractéristique est parfois nommée différemment : résistance, endurance de force, puissance-endurance, endurance résistance, endurance acide, etc.
Elle est la caractéristique des efforts physiques de durée et intensité moyenne (400 m, 12 répétitions en musculation…) qui fait principalement intervenir la filière énergétique de glycolyse anaérobie (anaérobie lactique). Cette filière pourvoit rapidement aux fortes demandes énergétiques des muscles (sans intervention de l'oxygène) mais entraîne la production d'acide lactique, ce qui bloque progressivement ses réactions chimiques et limite ainsi la durée de l'effort.
La résistance s'oppose à la force (plus intense et brève) et à l'endurance (moins intense et plus longue), liées à des métabolismes différents. La résistance correspond approximativement à des intensités situées entre 40 et 75 % de force maximale volontaire ; elle atteint son plein rendement (phase de « puissance ») entre 5-10 secondes et 40-45 s. après le début de l'effort, ensuite son rendement diminue (accumulation lactique) jusqu'à un « temps limite » de 4 minutes.
La résistance est améliorée par l'entrainement sportif. Par des séries d'exercices à haute intensité, le sportif cherchera à améliorer les débits énergétiques de cette filière anaérobie, ainsi qu'à stimuler les systèmes tampon (tolérance à l'acide lactique).

## En athlétisme
Cette capacité anaérobie lactique peut être évaluée grâce au test de Lemon qui consiste à faire courir un athlète le plus rapidement possible sur 500 m. Les types de courses concernées par la capacité anaérobie lactique sont : le 400 m, le 800 m et le 1 500 m.
Il existe plusieurs moyens pour l'améliorer : le fartlek, la répétition de courses de 300 m à 800 m à intensité maximale, entrecoupées de récupérations incomplètes (3-4 min), mais néanmoins suffisantes pour travailler avec suffisamment d'intensité. De manière générale la filière anaérobie lactique est composée de deux types d'efforts : la puissance anaérobie lactique et la capacité anaérobie lactique.
Le développement de la capacité anaérobie lactique s'adresse aux coureurs de demi-fond et de fond sur piste 800 m à 10 000 m et également aux crossmen pour pouvoir leur permettre de maintenir un effort intense (effort dépassant les capacités d'oxygénation de l'organisme (VMA) le plus longtemps possible.
Les seuls coureurs non concernés par le développement de la capacité anaérobie lactique sont les coureurs de sprint court (100 m, 200 m) et les marathoniens, car leur discipline est peu productrice d'acide lactique, à cause de la basse intensité d'effort du marathon et de l'effort inférieur à 20 secondes des sprints courts, temps que demande la filière anaérobie lactique pour se mettre en route.

## En escalade
En escalade, la résistance correspond à des efforts de 15 secondes à 3 minutes, soit de 10/15 mouvements à 40/45 mouvements, selon le style de pratique (pan, falaise). Typiquement, on distinguera la « résistance courte » pour des intensités presque maximales (moins d'une minute, <20/25 mouvements) et la « résistance longue » (moins de 3 minutes et 45 mouvements). Les efforts de durée supérieure correspondent en escalade à la « continuité », une notion qui dépasse les facteurs énergétiques (endurance) et inclut des aspects physiologiques (récupération), tactiques (temporisation) et gestuels.